# Bliedersdorf
Bliedersdorf (niederdeutsch Bliersdörp) ist eine Gemeinde im niedersächsischen Landkreis Stade.

## Geografie

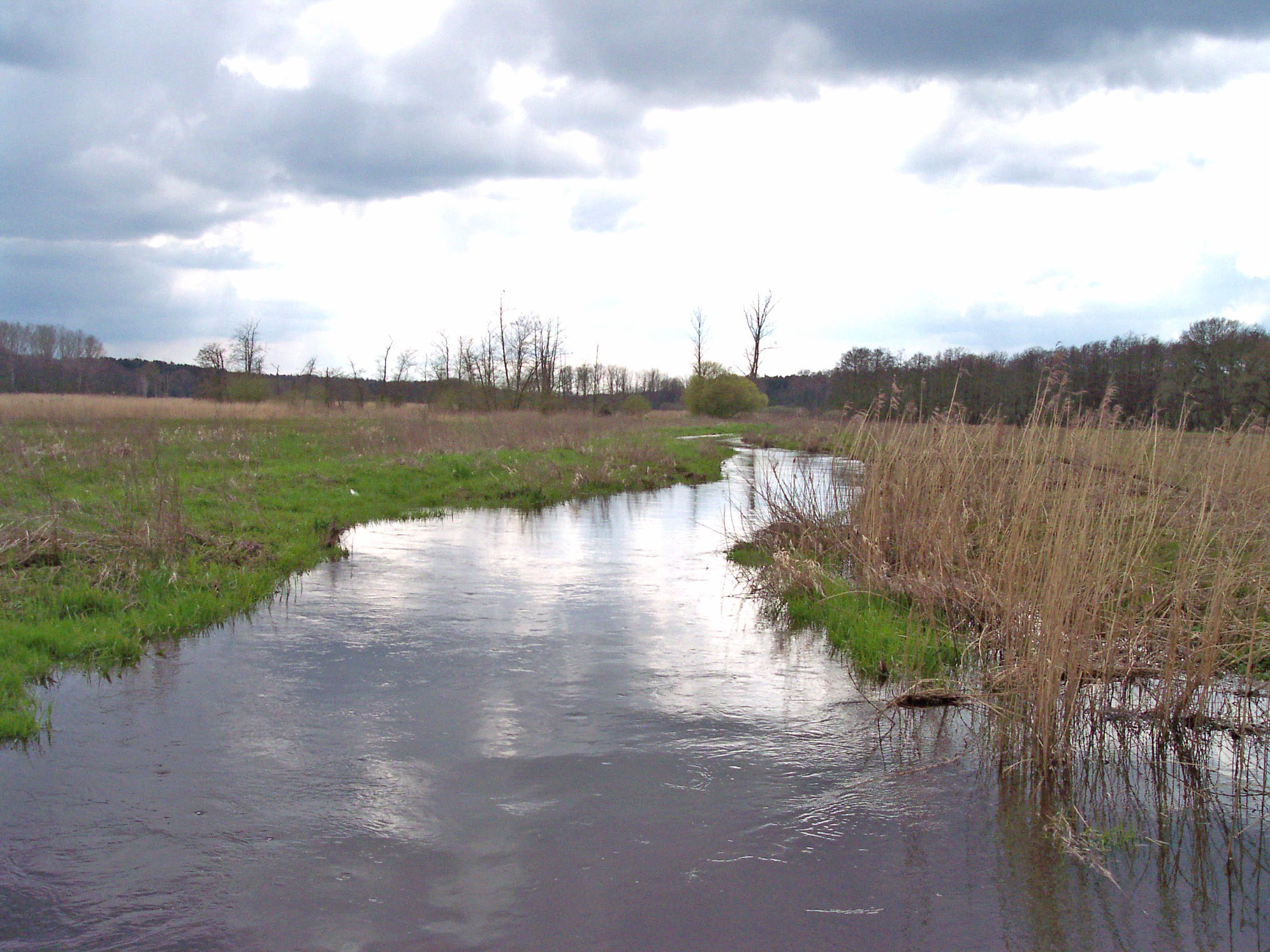
Die Aue im Frühjahr

### Lage
Bliedersdorf ist Anrainerdorf an die Aue, einem Unterlauf des ab Horneburg Lühe genannten Flusses, der sich schon ab vor dem Ort Harsefeld erstreckt und bei Grünendeich in die Elbe mündet.
Die Auenbereiche entlang des Flusses sind im Gebiet in Pacht des Bliedersdorfer Angelvereins „Forelle“, doch werden sie von den Bliedersdorfern und auch Besuchern gerne als Erholungsgebiet genutzt. Seit den späten 1990er Jahren wurde dem Tribut gezollt: Das Auetal ist nun Naturschutzgebiet. Da die Auewiesen im Winter bei Überflutung oft überfrieren, bilden sich daraus ideale Eislaufflächen, wobei die Flächen von Gräben durchzogen sind, die erst bei längerem Frost sicher sind.

### Verwaltungsgliederung
Die Gemeinde Bliedersdorf gehört zur Samtgemeinde Horneburg und umfasst die folgenden angrenzenden Ortsteile (Dörfer):
- Bliedersdorf (Hauptort)
- Postmoor
- Rutenbeck

Postmoor und Rutenbeck tragen jedoch nur gering zur Einwohnerzahl bei. Postmoor ist darüber hinaus zwischenzeitlich dem Flecken Horneburg zugerechnet gewesen und deshalb als Ortsteil immer noch umstritten.

## Geschichte

### Ortsname
Frühere Ortsnamen von Bliedersdorf waren 1236: de Blytherstorpe, 1238 de Blitherestrope, 1257 de Blidersdorp und 1257 de Blitherstorp. Niederdeutsch -dorp; im ersten Teil alter Personenname mit dem Erstglied Blid-, das auf althochdeutsch und altniederdeutsch blidi, blide „froh, heiter“ zurückgeht, wie zum Beispiel Blidger, Blidgard, Blidfrid, Blithard, Blither, Blidhild, Blidram oder Blidmar.

### Einwohnerentwicklung
| Jahr | Einwohner | Quelle |
| ---- | --------- | ------ |
| 1820 | 365       |        |
| 1910 | 520       | [ 3 ]  |
| 1925 | 561       | [ 4 ]  |
| 1933 | 514       | [ 4 ]  |
| 1939 | 541       | [ 4 ]  |
| 1950 | 881       | [ 5 ]  |
| 1956 | 820       | [ 5 ]  |
| 1961 | 0814 ¹    | [ 6 ]  |
| 1970 | 0901 ²    | [ 6 ]  |
| 1973 | 969       | [ 7 ]  |

| Jahr | Einwohner | Quelle |
| ---- | --------- | ------ |
| 1975 | 1053 ³    | [ 8 ]  |
| 1980 | 1182 ³    | [ 8 ]  |
| 1985 | 1296 ³    | [ 8 ]  |
| 1990 | 1325 ³    | [ 8 ]  |
| 1995 | 1522 ³    | [ 8 ]  |
| 2000 | 1650 ³    | [ 8 ]  |
| 2005 | 1657 ³    | [ 8 ]  |
| 2010 | 1711 ³    | [ 8 ]  |
| 2015 | 1717 ³    | [ 8 ]  |
| 2019 | 1781 ³    | [ 8 ]  |

¹ Volkszählung vom 6. Juni

² Volkszählung vom 27. Mai

³ jeweils zum 31. Dezember
|  |

## Religion
Bliedersdorf ist eine eigene evangelisch-lutherische Kirchengemeinde, die zum Kirchenkreis Buxtehude gehört. Sie ist mit Horneburg in einem gemeinsamen Pfarramt verbunden.

## Politik

### Gemeinderat
Der Rat der Gemeinde Bliedersdorf besteht aus 11 Mitgliedern. Dies ist die festgelegte Anzahl für die Mitgliedsgemeinde einer Samtgemeinde mit einer Einwohnerzahl zwischen 1.001 und 2.000. Der Rat wird bei den Kommunalwahlen für jeweils fünf Jahre gewählt. Die aktuelle Amtszeit begann am 1. November 2021 und endet am 31. Oktober 2026.
Die letzten Kommunalwahlen ergaben direkt nach der Wahl die folgende Sitzverteilung:
| Kommunalwahl | CDU | SPD | FWGB | Grüne | Gesamt   |
| ------------ | --- | --- | ---- | ----- | -------- |
| 2021         | 5   | 4   | 2    | 1     | 11 Sitze |
| 2016         | 6   | 3   | 2    | -     | 11 Sitze |
| 2011         | 5   | 3   | 3    | -     | 11 Sitze |

### Bürgermeister
Der Bürgermeister der Gemeinde Bliedersdorf ist Tobias Terne (CDU). Sein Stellvertreter ist Heinrich Klensang (CDU).
Liste der Bürgermeister
| - 2018–Dato: Tobias Terne (CDU) - 2016–2017: Rainer Schulz (CDU) - 2011–2016: Hans-Wilhelm Glüsen (FWGB) - 2001–2011: Rainer Schulz (CDU) - 1996–2001: Hans-Wilhelm Glüsen (SPD) - 1994–1996: Heiko Staats (CDU) - 1991–1994: Rainer Schulz (FWGB) - 1986–1991: Hans-Wilhelm Glüsen (SPD) - 1968–1985: Herbert Feindt (SPD) - 1959–1968: Ernst Steffens (DP, CDU) - 1953–1959: Heinrich Höper (DP) - 1952–1953: August Weseloh (DP) - 1951–1952: Erich Gründer (SPD) | - 1948–1951: Hermann Schmidt (SPD) - 1946–1948: Wilhelm Brunkhorst (NLP) - 1941–1945: August Weseloh - 1924–1940: Johann Steffens - 1923–1924: Heinrich Moje - 1919–1923: Hein Steffen Höper - 1917–1919: Johannes Elmers - 1914–1917: Hinrich Gerken - 1909–1914: Hein Steffen Höper - 1878–1909: Hermann Ropers - 1860–1878: Lütje Mehrkens - 1852–1860: Diedrich Ropers |

(Quelle:)

### Wappen
Im Jahre 1978 suchte die Gemeinde Bliedersdorf ein eigenes Kommunalwappen. Der damalige Bürgermeister Herbert Feindt stieß dabei auf ein altes Familienwappen der „Herren von Bliedersdorf.“ Daraufhin wurde das Wappen am 26. Februar 1979 vom Gemeinderat beschlossen und am 2. August 1979 vom Oberkreisdirektor des Landkreises Stade genehmigt.
| Wappen von Bliedersdorf | Blasonierung: „In Silber drei aufsteigende blaue Spitzen.“ |
| Wappen von Bliedersdorf | Wappenbegründung: In der Chronik von Bliedersdorf wird hierzu erwähnt: „Die drei aufsteigenden Spitzen im Feld sind als Wappen der ehemaligen Herren von Bliedersdorf in einem Siegel aus dem Jahre 1315 überliefert. Die Farben dieses Siegels sind nicht bekannt. Blau (für Wasser) auf silbernem Grund soll auf die frühzeitliche Entstehung Bliedersdorfs am Wasserzulauf zur Aue (Hummelbeek) hinweisen. Ferner dokumentieren die Farben Blau und Silber die Beziehung zu Stade und seinen Grafen, die einst Lehnsherren der Ritter von Bliedersdorf waren.“ |

## Kultur und Sehenswürdigkeiten

### Bauwerke

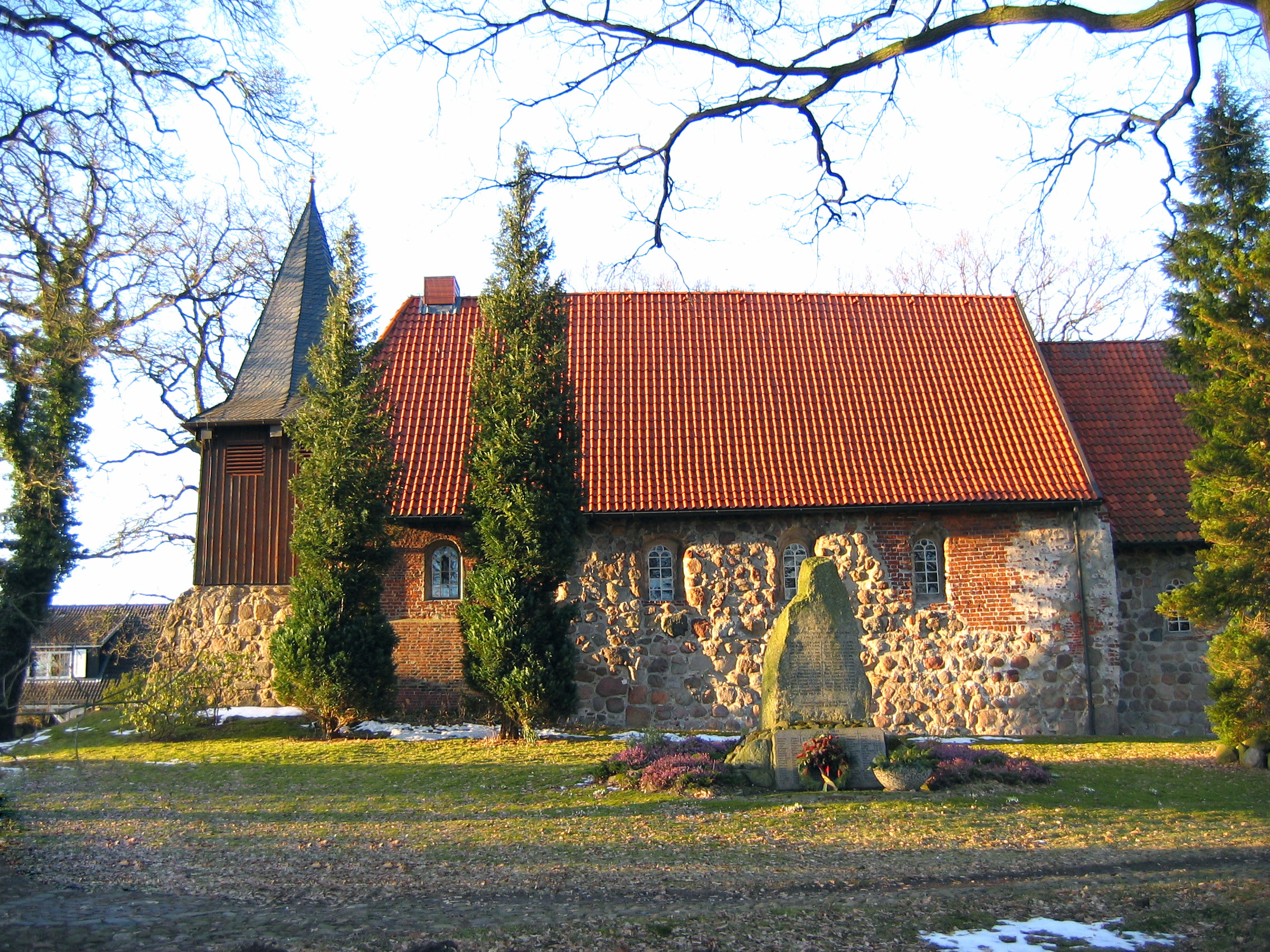
Feldsteinkirche St. Katharinen

- Katharinenkirche Bliedersdorf, die romanische Saalkirche aus Feldsteinmauerwerk wurde im Jahr 1240 errichtet.
- Bliedersdorfer Dorfbrunnen, mehr als 200 Jahre alt und wurde nach ca. 70 Jahren wiederentdeckt
- Im Besitz des Vereines „Bäuerliches Hauswesen Bliedersdorf e. V.“ (BHB) befinden sich sechs historische Gebäude:
  - Ein aus Dollern, Landkreis Stade im Mai 2000 transloziertes Dorfgemeinschafts-Backhaus (Fachwerk mit Ziegeleindeckung). Einweihung 2002.
  - Ein aus Helmste, Landkreis Stade im September 2002 translozierter Schafstall (Fachwerk mit Reeteindeckung). Einweihung 2004.
  - Eine aus Lengenbostel-Freetz, Landkreis Rotenburg (Wümme) im August 2008 translozierte Durchfahrtscheune (Fachwerk mit Reeteindeckung). Einweihung 2010.
  - Eine aus Rahmstorf, Landkreis Harburg im Dezember 2008 translozierte „Kleine Dorfschmiede“ (Fachwerk mit Ziegeleindeckung). Einweihung im Frühjahr 2010.
  - Ein aus Hagen-Börsten, Landkreis Cuxhaven Ende 1993 demontiertes und in Hagen eingelagertes niederdeutsches Hallenhaus. Es wurde 2003 vom Verein „BHB“ aufgekauft (Fachwerk) und in Bliedersdorf eingelagert. 2010 wurde mit der Restauration des Fachwerks begonnen und 2012 waren die Arbeiten abgeschlossen. Der Wiederaufbau erfolgte am  2013 und die Baumaßnahme wurde 2014 abgeschlossen. Vorausgegangen für den Wiederaufbau des Hallenhauses war der Kauf eines 3500 m² großen angrenzenden Grundstückes von der Evangelisch-lutherischen Kirchengemeinde Bliedersdorf.
  - Ein aus Himmelpforten, Landkreis Stade im September 2010 demontiertes und in Bliedersdorf eingelagertes Horizontalgatter-Sägewerk. Der Wiederaufbau begann 2016.

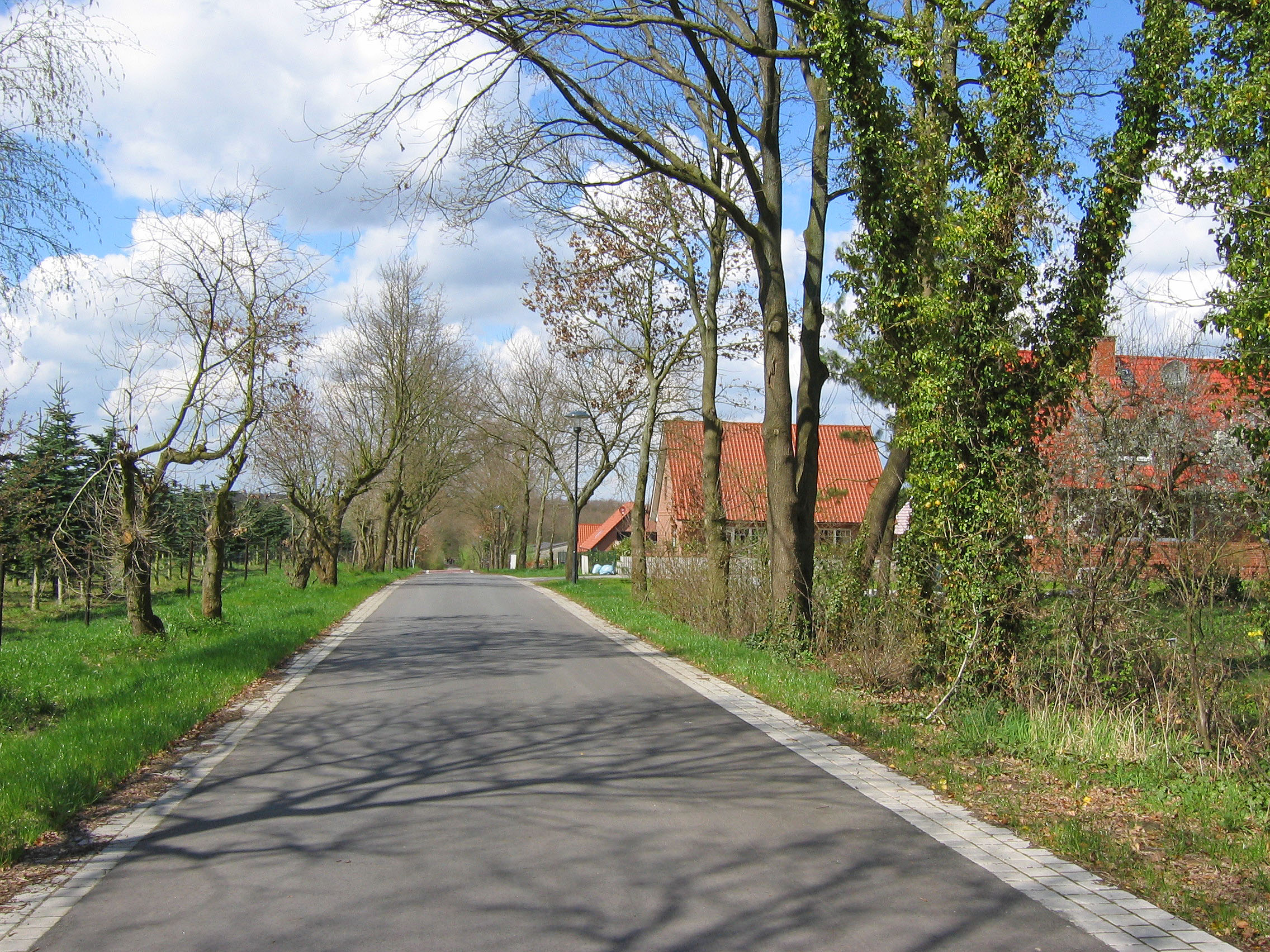
Neubaugebiet „Unterer Daudiecker Weg“

- Neubauten

In Bliedersdorf gibt es seit Anfang 2008 ein Neubaugebiet.

### Sport und Vereine

#### Bliedersdorfer Sportverein 66 e.V.
Im Ort besteht der Bliedersdorfer Sportverein 66 e. V., auch SV Bliedersdorf genannt, mit 750 Mitgliedern (Stand: 2010). Sparten sind Turnen, Gymnastik und Leichtathletik, Tischtennis und Taekwon-Do-Mannschaft.

#### FSV Bliedersdorf/Nottensdorf
Bis zur Saison 2018/19 war die Hauptsparte Fußball unter dem Namen SV Bliedersdorf aktiv, wobei der Verein in der Kreisliga Stade aktiv war, zwischenzeitlich auch in der Bezirksliga Lüneburg 4. Ab der Saison 2019/20 spielt der Fußballverein nach Neugründung mit dem FC Nottensdorf 03 aus dem Nachbarort Nottensdorf zusammen als FSV Bliedersdorf/Nottensdorf in der Kreisliga Stade.
Neben dem alten Sportplatz in der Ortsmitte, dem Hexenkessel, gibt es mit dem Sportplatz Dohrenblick einen weiteren Sportplatz sowie einen dritten Sportplatz. Durch den Neubau der Sportanlage Dohrenblick war es möglich, einen Teil des alten Platzes Hexenkessel in der Ortsmitte für die Errichtung eines Skateplatzes zu nutzen.

#### Weitere Vereine
Im Dorfgemeinschaftshaus und in der Sporthalle des Ortes Horneburg werden außerdem verschiedene Kurse abgehalten.
Mit dem Anglerverein Forelle e. V. Bliedersdorf von 1948 bietet die Ortschaft auch einen Angelverein. Hier befischen circa 350 Mitglieder seit 1948 unter heutigem Vorsitz von Heino Wiemann die Gewässer im Umland. Unter anderem die Aue und die Lühe.
Den Verein Bäuerliches Hauswesen Bliedersdorf e. V. (BHB) haben 13 Gründungsmitglieder im Jahr 2000 ins Leben gerufen. Inzwischen zählt der Verein 223 Mitglieder. Der Verein hat das Ziel, alte Wohn- und Zweckhäuser zu erhalten und zu pflegen. Das alte Backhaus wird bei öffentlichen Zusammenkünften mehrmals jährlich betrieben. Daneben wird der Platz um die restaurierten Bauten für kulturelle Veranstaltungen genutzt. Der Zweck des Vereins ist die Darstellung historischer bäuerlicher Lebensart und Arbeitsweise. Hierfür ist im Sinne des Denkmalschutzes die Errichtung einer Fachwerkhaus-Gemeinschaftsanlage, bestehend aus translozierten Bauernhäusern auf dem Gelände des Hochzeitswaldes zu Bliedersdorf in der Dohrenstraße vorgesehen. Die Fachwerkhaus-Gemeinschaftsanlage soll als bäuerliches Kulturgut eine ortsbildprägende öffentlich zugängliche „lebende Bauernhaus-Gruppe“ mit kultureller Nutzung der Räumlichkeiten sein.

### Theater
Seit 1967 besteht die Bliedersdorfer-Theatergruppe, die aus der damaligen Dorfjugend entstanden ist. Seither führte die Theatergruppe ein bis zwei plattdeutsche Theaterstücke pro Jahr auf. Seit Bestehen des Dorfgemeinschaftshauses finden die Vorstellungen vorwiegend in der Winterzeit darin statt. Die Gruppe besteht aus ca. 30 Mitgliedern. Sie will das Volkstheater und die plattdeutsche Sprache am Leben zu erhalten.

### Kulinarische Spezialitäten

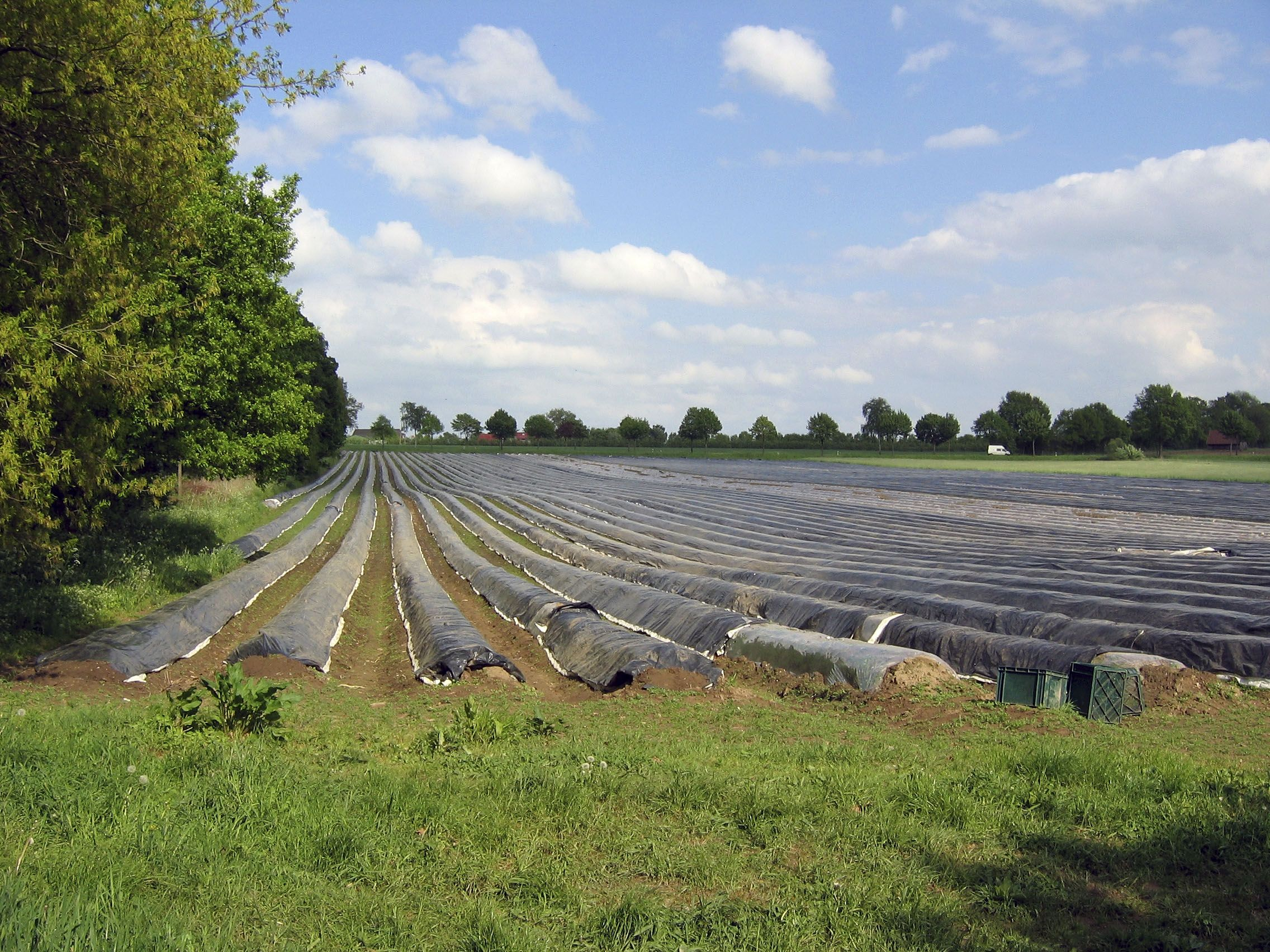
Bliedersdorfer Spargelfeld

In Bliedersdorf wird Spargelanbau betrieben. Geerntet auf Feldern in und um Bliedersdorf wird er in einem Fachwerkhof verkauft.

## Wirtschaft und Infrastruktur

### Öffentliche Einrichtungen
- Kindergarten „Ratz und Rübe“
- Dorfgemeinschaftshaus mit Gaststätte, Saal und Kegelbahn
- Sportplatz am Dorfgemeinschaftshaus, auch „Hexenkessel“ genannt, mit Skateranlage
- Sportanlage Dohrenblick (zwei Sportplätze)
- Gemeindehaus der evangelisch-lutherischen Kirchengemeinde
- Feuerwehrhaus
- Heimatstube in einem niedersächsischen Dreiständerhaus

### Bildung
- Grundschule

## Persönlichkeiten
Söhne und Töchter der Gemeinde
- Christian Fuhst (* 1939), Pfarrer und Schriftsteller, bis 2004 Pfarrer in Bliedersdorf
- Silke Meyer verh. Schmitt (* 1968), Volleyball- und Beachvolleyball-Nationalspielerin
- Klaas Nuttbohm (* 1984), American-Football-Spieler in der 1. Bundesliga und der Nationalmannschaft[17]
- Nele Schmitt (* 2001), Beachvolleyballspielerin